# Comuna Vännäs
Vännäs (Vännäs kommun) este o comună din comitatul Västerbottens län, Suedia, cu o populație de 8.583 locuitori (2013).

## Geografie

### Zone urbane
Lista celor mai mari zone urbane din comună (anul 2015) conform Biroului Central de Statistică al Suediei:
| Nr | Zona urbană | Pop.  |
| -- | ----------- | ----- |
| 1  | Vännäs      | 4.373 |
| 2  | Vännäsby    | 1.581 |

## Demografie
| \| Evoluția demografică în comuna Vännäs, 1970–2015 \| Evoluția demografică în comuna Vännäs, 1970–2015 \| Evoluția demografică în comuna Vännäs, 1970–2015 \| Evoluția demografică în comuna Vännäs, 1970–2015 \| Evoluția demografică în comuna Vännäs, 1970–2015 \| \| ----------------------------------------------------------------------------------------------------- \| ------------------------------------------------ \| ------------------------------------------------ \| ------------------------------------------------ \| ------------------------------------------------ \| \| An \| \| \| Locuitori \| \| \| 1970 \| 1970 \| \| 8166 \| 8166 \| \| 1975 \| 1975 \| \| 7870 \| 7870 \| \| 1980 \| 1980 \| \| 8093 \| 8093 \| \| 1985 \| 1985 \| \| 8117 \| 8117 \| \| 1990 \| 1990 \| \| 8410 \| 8410 \| \| 1995 \| 1995 \| \| 8780 \| 8780 \| \| 2000 \| 2000 \| \| 8532 \| 8532 \| \| 2005 \| 2005 \| \| 8412 \| 8412 \| \| 2010 \| 2010 \| \| 8414 \| 8414 \| \| 2015 \| 2015 \| \| 8593 \| 8593 \| \| Sursa: SCB - Statistika Centralbyrån, Folkmängd efter region, civilstånd, ålder och kön. År 1968–2016 \| \| \| \| \| |      |  |           |      |
| Evoluția demografică în comuna Vännäs, 1970–2015 |      |  |           |      |
| An |      |  | Locuitori |      |
| 1970 | 1970 |  | 8166      | 8166 |
| 1975 | 1975 |  | 7870      | 7870 |
| 1980 | 1980 |  | 8093      | 8093 |
| 1985 | 1985 |  | 8117      | 8117 |
| 1990 | 1990 |  | 8410      | 8410 |
| 1995 | 1995 |  | 8780      | 8780 |
| 2000 | 2000 |  | 8532      | 8532 |
| 2005 | 2005 |  | 8412      | 8412 |
| 2010 | 2010 |  | 8414      | 8414 |
| 2015 | 2015 |  | 8593      | 8593 |
| Sursa: SCB - Statistika Centralbyrån, Folkmängd efter region, civilstånd, ålder och kön. År 1968–2016 |      |  |           |      |